# Zeitungsdichte
Mit Zeitungsdichte ist eine Sozialwissenschaftliche Kennzahl der Pressestatistik, die das Verhältnis von Tageszeitungsexemplaren zur Einwohnerzahl beschreibt. So kamen im internationalen Vergleich 2008 in den USA 200 Tageszeitungsexemplare auf je 1.000 Einwohner (ab 14 Jahre), in Kanada hingegen nur 159.
Mit 333/1.000 wies Österreich 2008 eine Zeitungsdichte von 1:3 auf.
In Deutschland sank die Dichte von 312 Exemplaren verkaufte Auflage 1995 auf 268 im Jahre 2003 je 1.000 Einwohner.
Im EU-Schnitt kommen auf 1.000 Einwohner sogar nur 173 Zeitungsexemplare, weil in den südlichen Mitgliedsstaaten die Zeitungsdichte wesentlich niedriger ist (Portugal 60, Spanien 99, Italien 94).
Eine andere Bezugsgröße für die Zeitungsdichte ist die Zahl unabhängiger Vollredaktionen je Landkreis (siehe Pressekonzentration). Dieser Quotient liegt in Deutschland bei durchschnittlich 1,5.
Eine hohe Zeitungsdichte ist nicht mit Pressevielfalt gleichzusetzen.